# 奈良県道・三重県道782号上笠間八幡名張線
奈良県道・三重県道782号上笠間八幡名張線（ならけんどう・みえけんどう782ごう かみかさまやばたなばりせん）は、奈良県宇陀市から三重県名張市に至る一般県道である。

## 概要
奈良県宇陀市室生上笠間から三重県名張市西田原に至る。

### 路線データ
- 起点：奈良県宇陀市室生上笠間（奈良県道・三重県道781号都祁名張線交点）
- 終点：三重県名張市西田原（美野原橋南詰交差点、国道368号交点）
- 総延長：3.659 km[注釈 1]

## 歴史
- 1961年（昭和36年）2月1日 - 奈良県道116号上笠間八幡名張線として路線認定[1][2]。三重県側は県道690号だった。
- 2008年（平成20年）10月20日 - 三重県側で終日通行止めにした上で路線改良を行い、2009年（平成21年）7月24日、名張市八幡地区で改良が完了し、開通した。
- 2025年（令和7年）6月12日 - 三重県名張市薦生のバイパス（延長210 m）開通[3]。

## 路線状況

### 重複区間
- 三重県道80号奈良名張線（三重県名張市葛尾 - 名張市薦生（こもお））

### 道路施設

#### 橋梁
- 三重県
  - 薦生橋（名張川、名張市）
  - 柏尾橋（小波田川、名張市）

### 利用状況
| 地点   | 地点                 | 交通量     | 交通量     |
| 地点   | 地点                 | 平日24時間 | 平日12時間 |
| ------ | -------------------- | ---------- | ---------- |
| 奈良県 | 宇陀市室生上笠間     | 501台      | 398台      |
| 奈良県 | 山辺郡山添村大字岩屋 | 644台      | 511台      |
| 三重県 | 名張市薦生（こもお） | 1,803台    |            |

### 通過する路線バス
- 宇陀市営有償バス室生北部線[注釈 2]：上笠間（奈良県宇陀市室生上笠間、県道起点） - 下笠間（同県同市室生下笠間）
- 三重交通（伊賀営業所管内）52系統名張山添線：毛原神社前（奈良県山辺郡山添村毛原） - 薦生（三重県名張市薦生）

## 地理
奈良県宇陀市から笠間川沿いに北東方向に進み、三重県名張市に入る。名張市からは名張川・小波田川（おばたがわ）に沿って東方向に進み、国道368号との交差点で終点となる。

### 通過する自治体
- 奈良県
  - 宇陀市 - 山辺郡山添村
- 三重県
  - 名張市

### 交差する道路
| 交差する道路                          | 都道府県名 | 市町村名 | 市町村名 | 交差する場所   | 交差する場所              |
| ------------------------------------- | ---------- | -------- | -------- | -------------- | ------------------------- |
| 奈良県道・三重県道781号都祁名張線     | 奈良県     | 宇陀市   | 宇陀市   | 室生上笠間     | 起点                      |
| 奈良県道244号毛原切幡線               | 奈良県     | 山辺郡   | 山添村   | 大字毛原       |                           |
| 農免農道あじさいロード                | 奈良県     | 山辺郡   | 山添村   | 大字岩屋       |                           |
| 奈良県道263号岩屋三ケ谷線             | 奈良県     | 山辺郡   | 山添村   | 大字岩屋       |                           |
| 三重県道80号奈良名張線 重複区間起点   | 三重県     | 名張市   | 名張市   | 葛尾           |                           |
| 三重県道80号奈良名張線 重複区間終点   | 三重県     | 名張市   | 名張市   | 薦生（こもお） |                           |
| 奈良県道・三重県道785号山添桔梗が丘線 | 三重県     | 名張市   | 名張市   | 八幡（やばた） |                           |
| 国道368号 伊賀コリドール 重複         | 三重県     | 名張市   | 名張市   | 西田原         | 美野原橋南詰交差点 / 終点 |

### 沿線
- JAならけん宇陀東里キャッシュコーナー
- 永仁磨崖仏：永仁2年5月1日（西暦1294年5月27日）造立[6]。
- 毛原神社
- 毛原廃寺跡：東大寺の杣支配所との説がある、七堂伽藍の大寺院跡[7]。
- 八柱神社
- 薦原簡易郵便局 - 2009年（平成21年）1月15日、営業再開[8]
- 名張市立薦原小学校
- 薦原公園
- 八幡工業団地
  - コクヨ三重工場 - 1993年（平成5年）5月開業[9]
- 名張東田原郵便局